# When Doves Cry
When Doves Cry is een muzieknummer en hitsingle van de Amerikaanse muzikant Prince en zijn begeleidingsband The Revolution. De single is uitgebracht in mei 1984, was het belangrijkste nummer van het album Purple Rain en hoorde bij de semi-autobiografische film Purple Rain, waar Prince de hoofdrol in speelde. Prince schreef het nummer op verzoek van regisseur Albert Magnoli die een lied zocht dat de lading van een deel van de film goed dekte, over een moeilijke jeugd met ruziënde ouders, een depressieve vader en de verwerking van een vervlogen liefde.
De plaat heeft een emotionele lading en gaat over een liefde die overgaat in ruzie. Het huilen van de witte duiven (vredesduiven) staat niet alleen symbool voor de ruzies maar ook voor het optimisme van een nieuw begin nadat de liefde over is. Prince liet zich inspireren door zangeres Susan Moonsie waar hij destijds een relatie mee had.
Het blad Rolling Stone plaatste de plaat op de lijst The 500 Greatest Songs of All Time en het nummer werd toegevoegd aan de Rock and Roll Hall of Fame.

## Nummer
Prince componeerde When Doves Cry nadat de rest van het Purple Rain-materiaal al helemaal klaar was. Het nummer werd opgenomen van 1-3 maart 1984, twee en een halve maand voor dat het op single uit kwam. In tegenstelling tot de meeste nummers van Purple Rain is het nummer volledig van zijn eigen hand. Het is moeilijk om het in een categorie te duiden omdat het een experimenteel geluid laat horen met psychedelische en minimalistische elementen en invloeden van soul en avantpop.
De textuur van het nummer is, vooral voor een funkartiest en een dansnummer opmerkelijk, omdat er geen enkele baslijn in voorkomt. Oorspronkelijk kende het nummer wel een baslijn, maar bijna voordat Prince het nummer volledig had afgekeurd, besloot hij om als experiment de baslijn eruit te halen. Het nummer wat van zijn ritme afhankelijk is van een drumcomputer, begint met een korte gitaarsolo, gevolgd door enkele zich herhalende keelklanken van Prince. Na het vocale deel van het nummer volgt een veel langere gitaarsolo, gevolgd door synthesizergeluiden. Het nummer eindigt met een op een harmonica lijkend keyboardgeluid.

## Single
De single was het eerste nummer dat van het album Purple Rain werd uitgebracht en kwam uit nog voordat het album uit kwam. De plaat werd een wereldwijde hit en was in Prince zijn thuisland de Verenigde Staten zijn eerste nummer-één-hit in de Billboard Hot 100 en was in de Verenigde Staten tevens de beste verkochte single van 1984. In het Verenigd Koninkrijk werd de 4e positie bereikt in de UK Singles Chart.
In Nederland werd de plaat in de zomer van 1984 veel gedraaid op Hilversum 3 en werd een grote hit in de destijds drie landelijke hitlijsten op de nationale publieke popzender. De plaat bereikte de 5e positie in zowel de Nederlandse Top 40 als de Nationale Hitparade en de 6e positie in de TROS Top 50. In de Europese hitlijst op Hilversum 3, de TROS Europarade, werd de 8e positie bereikt.
In België bereikte de plaat de 6e positie in zowel de voorloper van de Vlaamse Ultratop 50 als de Vlaamse Radio 2 Top 30. In Wallonië werd géén notering behaald.
De B-kant was 17 Days, die oorspronkelijk bedoeld was voor het album van Apollonia 6. Dit nummer zou een van de populairste nummers worden onder fans.
Sinds de editie van december 2000 staat de plaat (met uitzondering van 2001), onafgebroken genoteerd in de jaarlijkse NPO Radio 2 Top 2000 van de Nederlandse publieke radiozender NPO Radio 2, met als hoogste notering een 207e positie in 2016.

## Videoclip
De videoclip werd door Prince zelf geregisseerd en werd in september 1985 genomineerd voor een MTV Video Music Award voor beste choreografie. De videoclip bevat, naast beelden speciaal voor de clip gemaakt, ook beelden uit de film Purple Rain, met Prince als hoofdpersoon die ingrijpt bij zijn ruziënde ouders, en een tocht op de motor om een beëindigde liefde te verwerken.
De openingsscène begint met deuren die geopend worden waarna een roze kamer zichtbaar wordt, met fladderende witte duiven en een vloer bedekt met bloemen. Prince zit in een badkuip. Hij kruipt over de vloer. Na scene’s uit de film, gaat de clip verder in een witte kamer. Hier staat de toetsenist, in chirurgenkleding. De deur gaat open en de duiven komen binnen. Prince en The Revolution dansen in fleurige kleding. Aan het eind is een modern schilderij te zien van een vrouwengezicht waarop aan het eind een traan verschijnt.
In Nederland werd de videoclip destijds op televisie uitgezonden door de popprogramma's AVRO's Toppop, Countdown van Veronica en Popformule van de TROS.

## NPO Radio 2 Top 2000
| Nummer met noteringen in de NPO Radio 2 Top 2000 | '00 | '01 | '02 | '03 | '04 | '05 | '06 | '07  | '08 | '09 | '10 | '11 | '12 | '13 | '14 | '15 | '16 | '17 | '18 | '19 | '20 | '21 | '22 | '23 | '24 |
| ------------------------------------------------ | --- | --- | --- | --- | --- | --- | --- | ---- | --- | --- | --- | --- | --- | --- | --- | --- | --- | --- | --- | --- | --- | --- | --- | --- | --- |
| When Doves Cry                                   | 553 | -   | 651 | 563 | 498 | 826 | 816 | 1050 | 759 | 863 | 616 | 678 | 611 | 543 | 587 | 658 | 207 | 341 | 359 | 347 | 354 | 395 | 471 | 459 | 698 |

1. ↑  Een '-' betekent dat het nummer niet was genoteerd en een vetgedrukt getal geeft de hoogste notering aan.
2. ↑  2000 was het eerste jaar met een notering voor dit nummer.

## Covers
Er zijn vele covers van When Doves Cry gemaakt, waarvan de meest noemenswaardige de versie van de r&b-zanger Ginuwine uit 1996 is. In 1990 gebruikte MC Hammer het nummer als basis voor zijn single Pray.
Het nummer komt tevens voor op de verzamelaar Land (1975 - 2002) van Patti Smith.